# Coenraat Scholten
Coenraat Scholten, Koenraat Scholten, Konrad Scholten (ur. 27 grudnia 1659 w Amsterdamie, zm. 5 lutego 1697 w Gdańsku) – holenderski dyplomata.
Ojciec, Hendrik Scholten (1617–1679) był kupcem, matką Sara Broen (1622-1671). Syn, Coenraat Scholten, kanonik katedry w Utrechcie, od 1678 pomagał w pracy teściowi Philipsowi Pelsowi (1659–1682), komisarzowi Holandii w Gdańsku, zaś po jego śmierci przejął funkcję komisarza (1682–1697).